# Clyde (fleuve)
Pour les articles homonymes, voir Clyde.

La Clyde (Abhainn Chluaidh en gaélique écossais) est un fleuve majeur d'Écosse au Royaume-Uni, débouchant dans le Firth of Clyde.

## Géographie
Avec ses 176 km, c'est le neuvième plus long fleuve du Royaume-Uni et le deuxième d'Écosse. Traversant la ville de Glasgow, la Clyde est le fleuve le plus important en matière de construction navale et de commerce durant l'Empire britannique.
Mark Knopfler, natif de Glasgow, y fait référence en 2009 dans la So far from the Clyde, sur l'album Get Lucky.
On ignore la date de sa première navigation. En revanche, c'est en 1812 qu'a débuté sur ses eaux le trafic de bateaux à vapeur.
C'est dans cette vallée qu'a été créée au début du XVIIIe siècle la race de cheval Clydesdales.

## Affluents

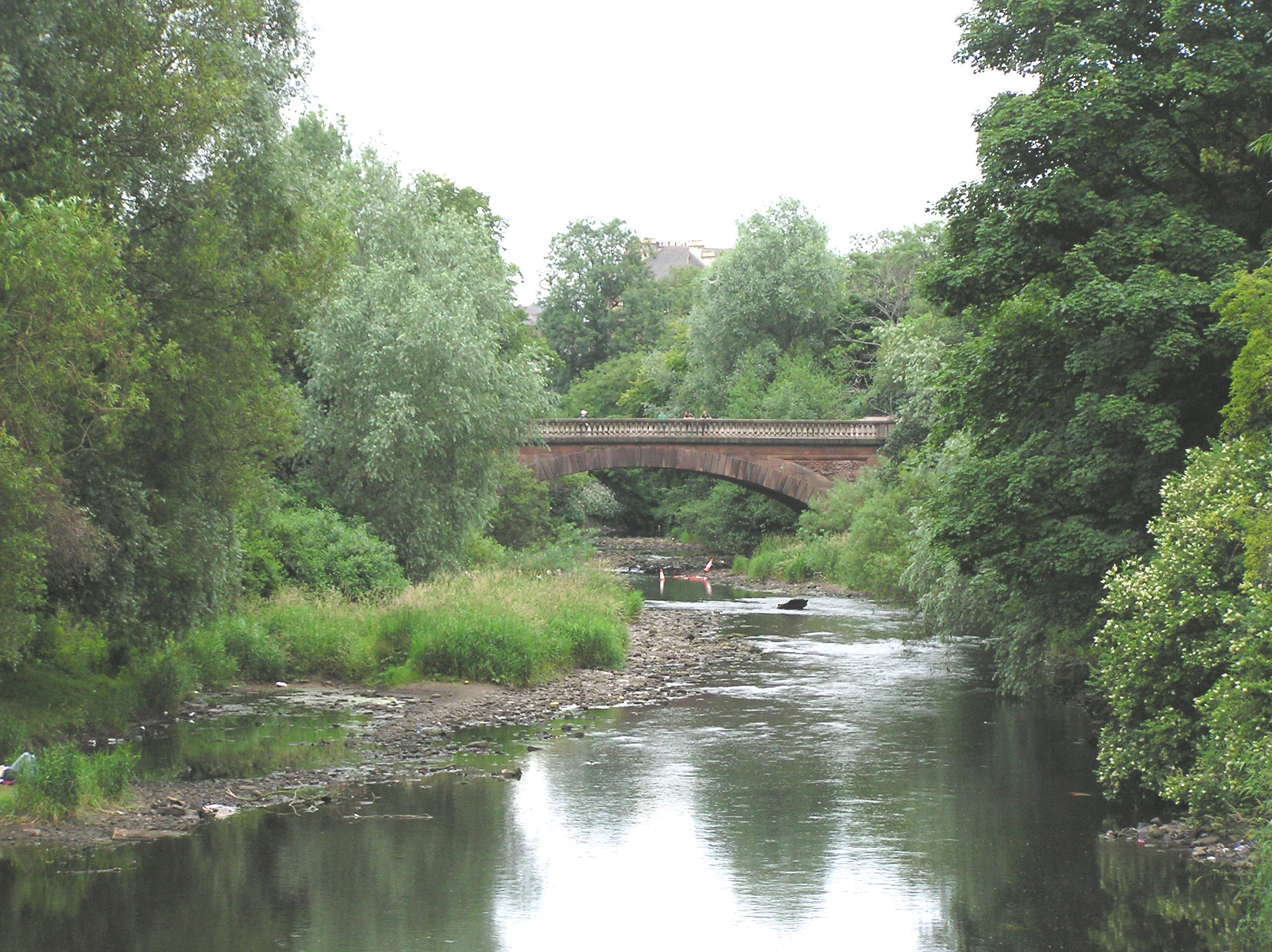
Le Kelvin à son passage dans le Kelvingrove Park.

Le Kelvin est un des cours d'eau qui traversent la ville de Glasgow, près du Kelvingrove Art Gallery and Museum et de Kelvingrove Park. L'origine de son nom vient de Lord Kelvin.
Il reçoit ses eaux de la Leven qui, elle-même, est alimentée par le Loch Lomond.
- Les autres affluents sont : Allander Water, Glazert Water, Luggie Water, Black Cart Water, River Gryffe, White Cart Water, North Calder Water, South Calder Water, Avon Water, River Nethan, Mouse Water, Douglas Water, Medwin Water, Duneaton Water, Daer Water, Potrail Water.